# Inés Alarcón
Inés Margarita Alarcón (Cuenca, 20 de enero de 1989) es una empresaria y política ecuatoriana. Es la Asambleísta nacional de Ecuador por Pichincha circunscripción 1, por el movimiento Acción Democrática Nacional;   desde el 17 de noviembre de 2023; presidenta de la Comisión de Soberanía, Integración, Relaciones Internacionales y Seguridad Integral. 

## Reseña biográfica
Inés Alarcón es una empresaria del sector textil.

## Asambleísta Inés Alarcón
En su calidad de asambleísta por la provincia de Pichincha, ha presentado iniciativas relacionadas con el delito de abuso sexual a niños para que sea tipificado de manera autónoma.  También planteó un proyecto de ley para la protección digital y la ciberseguridad ante posibles delitos cibernéticos o ataques informáticos.  Así mismo ha liderado procesos de fiscalización al funcionamiento de las Unidades de Policía Comunitaria en Quito.

## Comisión de Soberanía, Integración, Relaciones Internacionales y Seguridad Integral.
En su rol como presidenta de la Comisión de Seguridad de la Asamblea Nacional, ha destacado por la producción de leyes y procesos de fiscalización para el país en un contexto de violencia y conflicto armado interno en Ecuador. Ha liderado el proceso de formación de al menos 5 normas que ya están en plena vigencia y de aplicación en el país: Ley de control del espacio aéreo nacional,  que ataca principalmente a las estructuras criminales que utilizan pistas clandestinas para el tráfico de drogas, armas y dinero ilícito. También la Ley de Armas,  Ley de Seguridad Privada,  Ley de Riesgos y Desastres. 
Además, puso en marcha procesos de fiscalización de gran trascendencia a escala nacional, entre ellos, el tráfico de combustibles y la manipulación de cifras sobre muertes violentas entre 2008 y 2018. 